# Kněžice (Vysočina)
Kněžice é uma comuna checa localizada na região de Vysočina, distrito de Jihlava.